# Удадихоу
Удадихоу (кит. трад. 烏達鞮侯, упр. 乌达鞮侯, пиньинь Wūdá Dīhóu) — шаньюй хунну в 46 году.
Сын Юя, восточный Чжуки-князь. Умер, едва вступив на престол.